# Xaõ Seffcheque

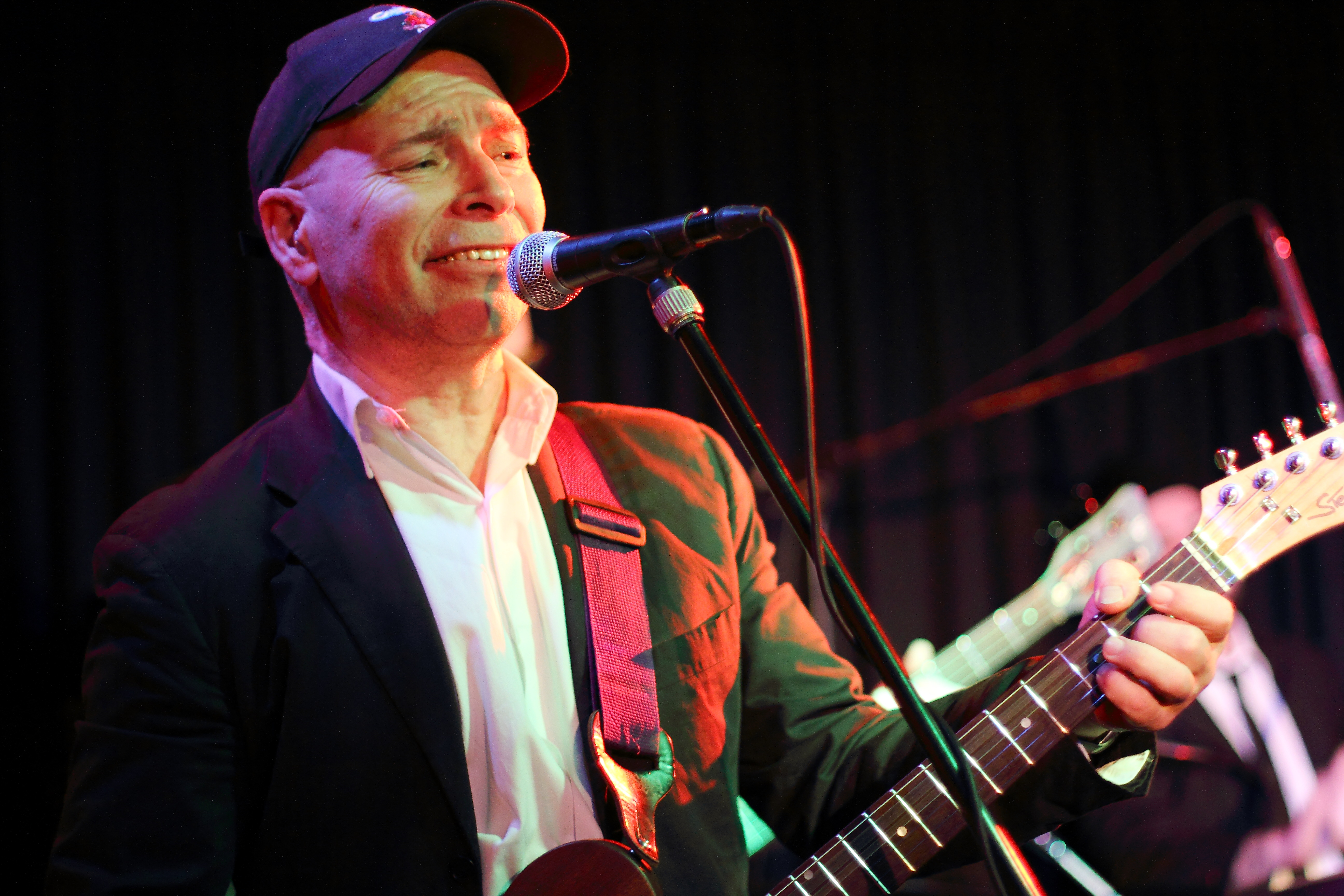
Xaõ Seffcheque mit Family 5, 2017 im club W71

Xaõ Seffcheque, eigentlich Alexander Sevschek (* 5. Januar 1956 in Graz; † 26. Mai 2023 in Köln), war ein österreichischer Musiker und Drehbuchautor.

## Leben

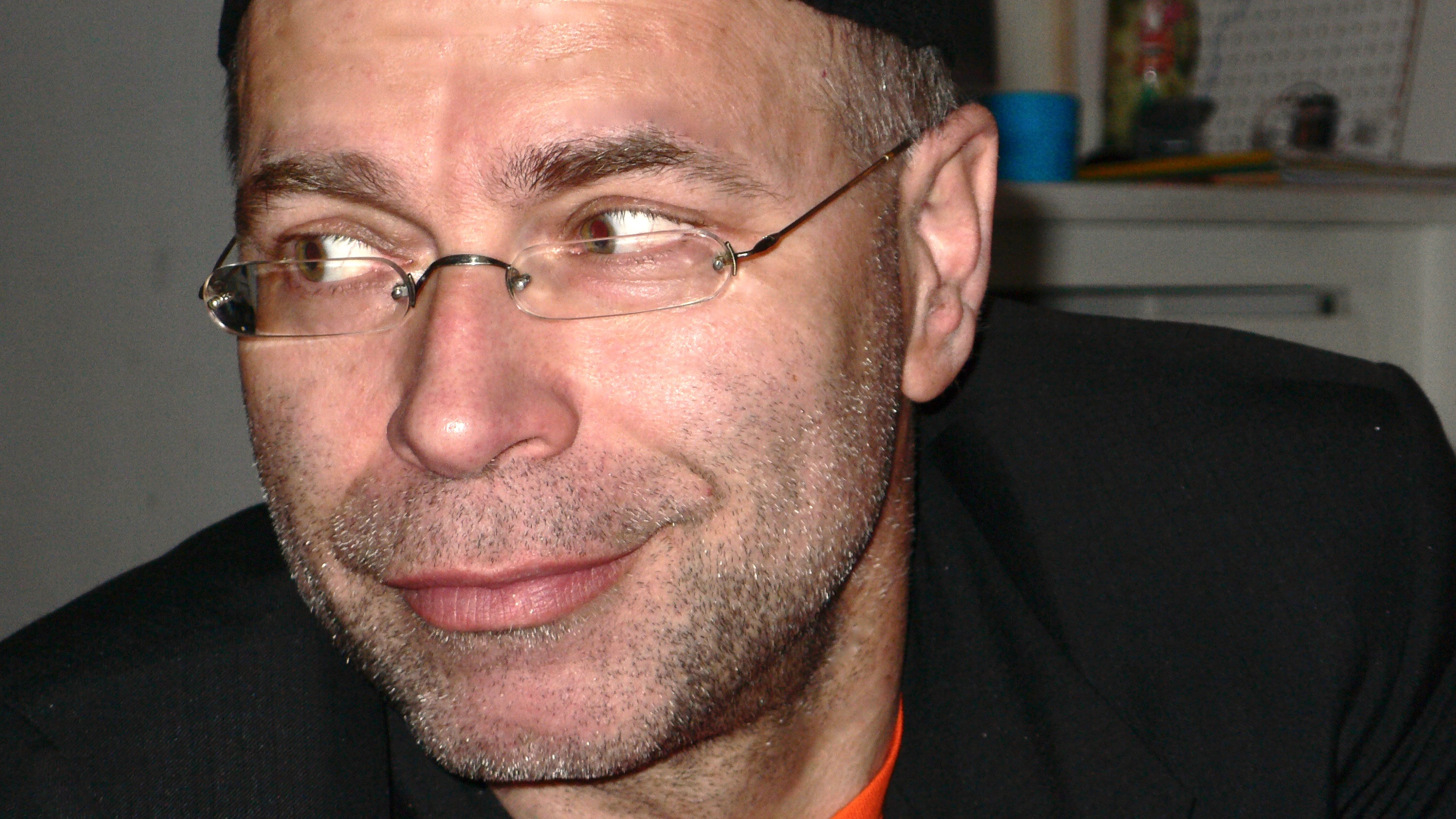
Xaõ Seffcheque (2006)

Xaõ Seffcheque wurde in Graz/Österreich geboren. Im November 1977 zog er nach Düsseldorf um, wo er sich der Musik-Performance-Gruppe padlt noidlt um Mike Hentz, Michael Jansen und Frank Köllges anschloss. Ende der 1970er Jahre trat er als Autor für das Musikmagazin Sounds und die vom Rowohlt-Verlag veröffentlichte Buchreihe Rock-Session in Erscheinung, wo er humorvoll über die aufkeimende Punk- und New-Wave-Bewegung in Deutschland berichtete. Unmittelbar nach der Gründung des Musikmagazins Spex begann er auch dafür zu schreiben.
Sein Plattendebüt hatte er 1980 mit Deutschland nicht über Alles. Die 10-Zoll-LP erregte aufgrund ihrer geringen Verbreitung jedoch kaum Aufmerksamkeit. Einen ersten Achtungserfolg hatte er noch im selben Jahr mit dem Album Sehr gut kommt sehr gut, das als angeblicher Sampler mit Titeln von Kraftwerk, DAF und Der Plan aufgemacht war, die er jedoch alle selbst eingespielt hatte. Die auf dem Label Schallmauer-Records erschienene Platte persifliert satirisch die damalige Punk- und New-Wave-Szene. Im Dezember 1980 nahm er als Bassist und Schlagzeuger mit Brigitte Bühler und Eva Gössling die Blässe-Platte Lieben Sie Saxofon auf.
Er formierte seine eigene Band „Xao und die Pest“ (auch „Xao und der Rest“ oder „Xao und die Post“), mit der er 1981 die LP Ja – nein – vielleicht veröffentlichte. Seffcheque nannte sich bisweilen „Xao Scheckheft“, während die Musikzeitschrift Sounds ihm auch den Titel „Sektchef“ als Überschrift zu einem kritischen Leserbrief zugeteilt hatte.
Seffcheque hatte gute Kontakte zu Charley’s Girls, aus denen später Mittagspause und die Fehlfarben hervorgingen. 1979 nahm er ein Konzert von Mittagspause auf, das 1981 nach der Trennung der Band unter dem Titel Punk macht dicken Arsch nachveröffentlicht wurde. Ebenfalls 1981 nahm er gemeinsam mit Peter Glaser unter dem Konzeptnamen O.R.A.V.s (= Ohne Rücksicht auf Verluste) die eine Hälfte einer Split-LP auf Alfred Hilsbergs ZickZack-Label, auf der er Fehlfarben-Stücke persiflierte. Aus dem aggressiven Fehlfarben-Titel Apokalypse wurde zum Beispiel ein entspanntes Gitarrenstück, die Textzeile „Bombenteppich, U-Boot-Jagd“ wurde dabei zu „Teppichboden, Kissenschlacht“.
Zusammen mit Peter Hein gründete Seffcheque ebenfalls 1981 die Formation Family 5, mit der er zahlreiche Alben produzierte und die bis 2021 aktiv war. Auch bei diesem Projekt halten sich Satire und Avantgarde die Waage.
Von 1984 bis 1985 moderierte er neben Alan Bangs und Robert Treutel die Sendung Musik Convoy im WDR-Vorabendprogramm („Quiz mit Xao“).
Seffcheque arbeitete immer wieder auch als Journalist unter anderen für Überblick, Sounds, Musikexpress, Spex, Twen, Tempo, coolibri, Kölner und Tip. Als Schauspieler war er unter anderem in O.R.A.V. – Der Film, Lastwagenkrieg, Ein Fall für zwei, Eine Bonner Affäre, Parkhotel Stern, Kismet und in Ein Bett für drei zu sehen.
Seffcheque war zudem einer der Protagonisten in Jürgen Teipels Buch Verschwende Deine Jugend.
Bereits in den 1980er Jahren begann Seffcheque, Drehbücher zu schreiben und Filme zu produzieren. Nach dem Fernsehfilm Lastwagenkrieg von 1982 und einigen Kurzfilmen war er 1991 maßgeblich am Drehbuch zu der Komödie Manta – Der Film beteiligt. 1993 folgte der Jugendfilm Einfach nur Liebe, 1996 der Experimentalfilm Mit meinen Augen, 2000 der Spionagethriller Spur meiner Tochter. 2003 wurde das Drehbuch Helden für einen Tag für den Deutschen Filmpreis vorgeschlagen. 2005 hatte im Düsseldorfer Schauspielhaus das Jugendstück Helden für einen Tag von Martin Ritzenhoff und Xaõ Seffcheque Premiere, in dem die Düsseldorfer Punkszene des Jahres 1979 das Umfeld für eine fiktive Handlung stellt. Dieses Stück wurde unter dem Titel Zurück zum Beton 2012 vom WDR auch als Hörspiel produziert und von Thomas Leutzbach inszeniert.
2014 wurde sein Drehbuch Die Kleinen und die Bösen unter der Regie von Markus Sehr mit Christoph Maria Herbst in der Hauptrolle als Kinofilm inszeniert.
Anfang März 2019 gab Xaõ Seffcheque gemeinsam mit Edmund Labonté beim Verlag Heyne das Buch Geschichte wird gemacht – Deutscher Untergrund in den Achtzigern heraus. Das zeit- und kulturkritische Buch enthält ca. 250 Fotos des Düsseldorfer Szene-Fotografen Richie Gleim, Essays von Seffcheque und weiteren Autoren sowie eine CD mit Songs von Musikern aus den 1980er Jahren. Die umfassende Dokumentation erzielte eine überwiegend positive Resonanz, in der Süddeutschen Zeitung ebenso wie in der Rheinischen Post, im MDR und im Deutschlandfunk.
Im Juni 2019 gab Xaõ Seffcheque gemeinsam mit seiner Frau Gerlind Amos und der Regisseurin sein Debüt als Co-Produzent des Kinospielfilms Postings, den Lina Schmeink als Master-Abschlussarbeit inszenierte und mit der er gemeinsam auch das Drehbuch schrieb. Der Film gewann im Februar 2021 in Cannes beim World Film Festival den Award für den „Besten Indie-Film“.
Xaõ Seffcheque lebte ab 2001 in Köln, wo er vorwiegend als Drehbuchautor, Komponist und Hochschullehrer tätig war. 1996 bis 2002 gab er Seminare im Kölner Filmhaus. Von 2003 bis 2008 war er Lehrbeauftragter an der Fachhochschule für Mediaproduktion und Mediadesign in Darmstadt/Dieburg, seit Anfang 2014 lehrte er am SAE Institute in Köln und Bochum Narration, Dramaturgie, Drehbuchtechnik sowie Film- und Medienethik, ebenso an der Hochschule Macromedia in Köln.
Xaõ Seffcheque war Mitglied der Deutschen Filmakademie, des Filmbüro NW, des Forum Stadtpark Graz sowie der von ihm selbst 1980 gegründeten, dem dadaistischen Kulturverständnis nahe stehenden Künstlervereinigung O.R.A.V., der auch noch Peter Glaser, Peter Hein und Thomas Schwebel angehören. Seffcheque gehörte zu den Unterzeichnern von Kontrakt 18, kämpfte um verbesserte Arbeitsqualitäten von deutschen Drehbuchautoren und sprach öffentlich über Honorare und Probleme der deutschen Filmbranche.

## Diskografie

### Solo oder mit Xaõ und die Pest und Blässe
- 1980: Deutschland nicht über Alles
- 1980: Sehr gut kommt sehr gut
- 1980: Ja – Nein – Vielleicht
- 1980: Lieben Sie Saxofon
- 1981: O.R.A.V./Punk-Supermarkt, 7"-Single
- 1981: O.R.A.V.s/Deutschland-Terzett, Split-LP
- 1981: Das Edelweiß, auf Sampler Fix Planet, Ata Tak
- 1981: MASSA, Klar80!
- 1982: Sterne auf 45, Flexi-Disc
- 2003: Hey Hartz, ich brauch mehr Geld!, auf Liebe Autos Abenteuer – Eine Hommage an Gunter Gabriel
- 2004: Hey Hartz, ich brauch mehr Geld, auf newnoises vol. 68
- 2016: Du und ich / Kassabubu / Eine Nacht in Deutschland, 12", KessKill, Schweden
- 2017: Ja – Nein – Vielleicht KOMMT SEHR GUT – A selection of electronic beats 1980–82, LP und CD, Bureau B

### Mit Family 5
- 1982: Ball der Verwirrung, Mini-LP
- 1984: Per un pugno di Lire, Mini-LP
- 1985: Resistance
- 1986: Gegen den Strom
- 1987: Die neueste Terror-Idee des verrückten Oberst – F*5 play Great Ones
- 1988: Unsere Leichen leben noch
- 1990: Das Blaue vom Himmel
- 1991: Top of the Flops (Arm! und weitere 19 Mißerfolge)
- 2002: Das Brot der Frühen Tage, CD-Sampler, 1982–85
- 2003: Unsere Leichen leben noch, Live-CD
- 2003: Die schnellen Jahre, CD-Sampler, 1986–89
- 2003: Eine Art von Zorn, CD-Sampler, 1989–97, PAUL!
- 2004: Wege zum Ruhm
- 2012: Hunde wollt ihr ewig leben? Doppel-CD-Sampler, Syreena Records
- 2016: Was zählt, CD und LP, Tapete Records
- 2017: 50/50? Doppel-7"; Formosapunk Recs.
- 2017: Wir bleiben 5-CD-Box", Tapete Records
- 2018: Ein richtiges Leben in Flaschen Tapete Records
- 2021: Stolpere nicht, Blitzkrieg Pop
- 2021: Ran! Ran! Ran!, Tapete Records

### Mit The World of Silly Girls
- 1984: Take a Trip to the Alcedelic Era With: Louie Louie as Done by The World of Silly Girls (What’s So Funny About…)

## Drehbücher (Auswahl)
- 1981: O.R.A.V – Der Film
- 1982: Lastwagenkrieg – TV-Film
- 1991: Manta – Der Film – Kino
- 1993: Einfach nur Liebe – Kino-Jugenddrama
- 1995: Theaterdonner – TV-Komödie
- 1996: Mit meinen Augen – Künstler-Drama
- 1996: Mom - Kurzfilm (auch Regie)
- 2000: Die Spur meiner Tochter – TV-Thriller
- 2007: Tatort: Die dunkle Seite
- 2008: Tatort: Der Kormorankrieg
- 2009: Polizeiruf 110: Der Tod und das Mädchen
- 2009: Auf Doktor komm raus, TV-Komödie
- 2010: Polizeiruf 110: Risiko
- 2014: Julia und der Offizier – TV-Drama
- 2015: Die Kleinen und die Bösen – Kino-Tragikomödie
- 2017/18: Einstein – TV-Serie, mehrere Folgen (gemeinsam mit Martin Ritzenhoff / Matthias Dinter)
- 2019: Postings – Kino (gemeinsam mit Lina Schmeink)
- 2023: Da hilft nur beten! – TV-Komödie

## Theaterstücke
- Helden für einen Tag
- Eine kleine Knastmusik

## Hörspiele
- Zurück zum Beton